# Luci Cecili Rufus
Luci Cecili Rufus (llatí: Lucius Cæcilius Rufus) va ser un magistrat romà, germà de la mateixa mare, però no del mateix pare, de Publi Corneli Sul·la.
Va ser tribú de la plebs l'any 63 aC i va proposar immediatament que el seu germà i Autroni Pet, que havien estat condemnats per suborn als comicis del 66 aC poguessin ser candidats altre cop per les altes magistratures. Finalment va retirar la proposta a petició del seu germà.
Durant el seu mandat va donar suport a Ciceró i als aristòcrates i es va oposar a la llei agrària de Publi Servili Rul·le. Va formar part del grup de magistrats que es van oposar a l'exili de Ciceró.
L'any 57 aC va ser pretor i va afavorir el retorn de Ciceró, enfrontant-se amb Publi Clodi Pulcre. El 54 aC va donar suport a l'acusació contra Aule Gabini, un home lleial a Gneu Pompeu, enriquit en el seu govern a Síria.